# Speciësisme
Speciësisme is de term voor het verschijnsel van discriminatie tussen wezens op basis van hun soort, doorgaans discriminatie van (gewervelde) diersoorten door de mens. De term werd bedacht door Richard Ryder en is bekender geworden door filosofen als Peter Singer.  Het woord - een isme, met als eerste component het Latijnse woord species dat 'soort' betekent - is gevormd naar analogie met woorden als seksisme (discriminatie naar geslacht) en racisme (discriminatie naar ras).

## Betekenis
Kenmerkend voor speciësisme is dat er niet primair wordt gekeken naar de eigenschappen of belangen van het individuele dier, maar naar de eigenschappen of belangen van de soort waartoe het bewuste dier behoort. Daarbij gaat het in de praktijk alleen om de verhouding tussen dieren en mensen en, meer in het bijzonder van het gebruik van dieren ten nutte van de  mens, bijvoorbeeld als landbouwhuisdieren of proefdieren. De mens wordt daarbij niet als diersoort beschouwd. 
De in de natuur veel voorkomende parasitaire verhouding waarbij het ene diersoort de eigenschappen van een andere diersoort gebruikt en waarvan die andere diersoort hinder of schade ondervindt valt namelijk buiten de theorie. Dat geldt ook voor mutualisme (de samenleving van twee diersoorten waarbij zij over en weer profiteren van bepaalde eigenschappen van de andere soort).

## Speciësisten
Het concept speciësisme betreft een meestal niet bewust beredeneerde positie, maar eerder een soort vanzelfsprekende houding. Personen die aan de definitie 'speciësist' beantwoorden - en dus bijvoorbeeld een ezel als lastdier gebruiken omdat zij vinden dat de ezel als soort geschikt is om goederen te vervoeren - zien zichzelf vaak helemaal niet als zodanig. Zij vinden het 'natuurlijk' dat mensen dieren gebruiken, ook al gebeurt dat misschien op een manier die schadelijk is voor die individuele dieren zelf. Sommigen onder hen vinden hun gelijk daarbij in de Bijbel of andere heilige geschriften waaruit zou blijken dat de mens door God boven andere soorten is gesteld.

## Anti-speciësisten
Tegenstanders van speciësisme beschouwen discriminatie van andere dieren als in wezen net zo kwalijk als seksisme of racisme. Zij pleiten voor het toekennen van rechten aan dieren die aansluiten bij hun (subjectieve) beleving en belangen. In tegenstelling tot speciësisten, vinden zij dat dwangarbeid niet moreel gerechtvaardigd is door het slachtoffer van voedsel en onderdak te voorzien. Bekende tegenstanders van het speciësisme zijn de filosofen Peter Singer (Australië) die in 1975 het boek Animal Liberation schreef (in het Nederlands vertaald als Dierenbevrijding), en Tom Regan (VS) die 1983 het boek The Case For Animal Rights schreef. Bekende tegenstanders binnen Nederland zijn filosofen Floris van den Berg (auteur De Vrolijke Veganist), Titus Rivas (auteur Onrechtvaardig Diergebruik) en Paul Cliteur (auteur Darwin, Dier en Recht). Activistische dierenrechtenorganisaties als Animal Freedom, Een Dier Een Vriend en Animal Rights nemen het gedachtegoed van deze filosofen als hun uitgangspunt. Het veganisme neemt de meest ultieme houding tegen het speciësisme, door alle vormen van onnodig geacht diergebruik te vermijden.
De grootste religies gaan ervan uit dat de mens een door God of de natuur gegeven voorrang geniet boven dieren. Seculiere kritieken richten zich vaker op het feit dat de vergelijking tussen speciësisme en (bijvoorbeeld) racisme mank gaat, en dat dierenrechtenactivisten door het gebruiken van de term speciësisme het racisme en seksisme trivialiseren. Emancipatiebewegingen van vrouwen en etnische minderheden werden vaak geïnitieerd door deze groepen zelf. Zij rechtvaardigden hun strijd door erop te wijzen dat zij evenzeer mensen waren, niet dat zij evenzeer 'wezens met een bewustzijn' waren. Er zijn opponenten die soms het bestaan van bewustzijn bij dieren in twijfel trekken. Dat wil zeggen dat ze het (net als de Franse filosoof René Descartes) voor mogelijk houden dat niet-menselijke soorten niet meer dan een soort biologische robots zonder subjectieve gedachten, gevoel of beleving zijn.